# Chrysis leachii
Chrysis leachii (лат.) — вид ос-блестянок рода Chrysis из подсемейства Chrysidinae.

## Распространение
Западная Палеарктика. Европа, Северная Африка и Малая Азия.

## Описание
Клептопаразиты ос: Diodontus minutus, Miscophus bicolor и Tachysphex nitidus (Crabronidae). Посещают цветы Apiaceae, Caryophyllaceae и Euphorbiaceae. Период лёта: июнь — август.
Длина — 3—6 мм. Ярко-окрашенные металлически блестящие осы, сходные с видом Chrysis  succincta, но отличающиеся красным мезоскутеллюмом. Грудь и голова сине-зелёные, брюшко золотисто-красное (часто в задней части сине-зелёные). Тело узкое, вытянутое.